# Oberamt Mackenzell
Das Oberamt Mackenzell (ursprünglich Amt Aschenbach) war eine Gerichts- und Verwaltungseinheit des geistlichen Fürstentums Fulda.

## Geschichte
Hünfeld war Mittelpunkt einer Zentes bzw. einer Mark, des Hünfelds. Dieses war Teil einer Schenkung Karls des Großen an das Stift Fulda im Jahr 781. Später wurde urkundlich zwischen dem Zentgrafenamt Hünfeld und dem Amt Aschenbach unterschieden. Sitz des Amtes war Hofaschenbach.
Die Burg Alt-Mackenzell war bis Anfang des 15. Jahrhunderts in ritterschaftlichem Besitz. 1361 räumte der damalige Besitzer Wilhelm von Bimbach Fulda ein Öffnungsrecht an der Burg ein. 1404 besaß Fulda Anteile an der Burg und übertrug diese Heinrich von Schenkenwald, der dort Amtmann wurde. In den Jahren 1415 bis 1423 erwarb Fulda auch die restlichen Anteile. 1420 erwarb Hermann von Merlau die Burg und 1422 auch das Amt Aschenbach. Seitdem wurden beide Bestandteile immer gemeinsam verpfändet (weitere Verpfändungen an die Familie Merlau waren 1448 und 1449). In der Folge verlagerte sich der Sitz des Amtes schrittweise nach Mackenzell.
Im 16. Jahrhundert kam es zu einer bedeutenden räumlichen Erweiterung. Das Amt Hünfeld wurde auf die Stadt Hünfeld beschränkt, die Orte des Amtes außerhalb der Stadtmauern wurden dem Amt Mackenzell zugeordnet.
Im 18. Jahrhundert wurde das Amt als Oberamt bezeichnet. An seiner Spitze stand formal ein adliger Oberamtmann, der in Personalunion Oberamtmann von Hünfeld war. Dieses Amt war aber zum Ende des HRR Sinekure. Oberster Beamter war faktisch vielmehr der Amtsvogt.
Das Fürstentum Nassau-Oranien-Fulda entstand aufgrund des Reichsdeputationshauptschlusses 1803. In Bezug auf die Rechtsprechung und Verwaltung wurde mit der Landesherrlichen Verordnung die Ober= und Ämter betreffend vom 8. Januar 1803 eine Neuorganisation der bestehenden Ämter vorgenommen. Das Oberamt Mackenzell wurde aufgehoben und die Orte dem Oberamt Hünfeld eingegliedert.

## Umfang
Am Ende des HRR bestand das Amt aus Dammersbach, Großenbach, Hofaschenbach, Hünhan, Mackenzell, Marbach, Morles, Nüst, Oberaschenbach, Rimmels, Roßbach, Rückers, Sargenzell und Silges. Dammersbach und Marbach waren ursprünglich dem Oberamt Burghaun zugeordnet, wurden jedoch im Laufe des 18. Jahrhunderts Teil des Oberamtes Mackenzell. Daneben wurden in den Huldigungsprotokollen noch weitere Orte genannt, die heute Wüstungen sind: Bramfirst, Burgharts, Limporg, Rode, Weißenborn und Wissenbach.

## Persönlichkeiten
- Oberamtmann J. Philipp Freiherr von Buttlar (1800)
- Amtsvogt Franz Karl Kaiser (1800)